# A partiállat
A partiállat (eredeti cím: Life of the Party) 2018-ban bemutatott amerikai filmvígjáték, amelyet Ben Falcone és Melissa McCarthy forgatókönyvéből Falcone rendezett. A főbb szerepekben Melissa McCarthy, Molly Gordon, Gillian Jacobs, Jessie Ennis, Adria Arjona, Maya Rudolph, Julie Bowen, Matt Walsh, Debby Ryan, Stephen Root és Jacki Weaver látható.
Egy elvált anya visszatér a főiskolára, hogy megszerezze diplomáját, eközben lánya barátaival is szoros kapcsolatot alakítva ki.
A filmet a On the Day Productions és a New Line Cinema készítette. 2018. május 11-én mutatta be a Warner Bros. Pictures, Magyarországon egy nappal hamarabb, május 10-én kezdték vetíteni. A film általánosságban vegyes értékeléseket kapott a kritikusoktól, viszont bevételi szempontból sikeresen teljesített, ugyanis a 30 milliós költségvetésével szemben több mint 65 millió dolláros bevételt gyűjtött.

## Szereplők
| Szerep                                                                        | Színész            | Magyar hang        |
| ----------------------------------------------------------------------------- | ------------------ | ------------------ |
| Deanna "Dee Rock" Miles                                                       | Melissa McCarthy   | Börcsök Enikő      |
| Maddie Miles, Dan és Deanna lánya                                             | Molly Gordon       | Csuha Borbála      |
| Helen, egyházi nővér, aki nyolc évvel idősebb a többieknél, mert kómában volt | Gillian Jacobs     | Bogdányi Titanilla |
| Christine Davenport, Deanna idegbeteg és iszákos barátnője                    | Maya Rudolph       | Söptei Andrea      |
| Marcie Strong, ingatlanügynök, Deanna ősellensége és Dan szeretője            | Julie Bowen        | Hámori Eszter      |
| Michael "Mike" Cook, Deanna apja és Maddie nagyapja                           | Stephen Root       | Csuja Imre         |
| Daniel "Dan" Miles, Deanna volt férje és Maddie apja                          | Matt Walsh         | Fazekas István     |
| Sandy Cook, Deanna anyja és Maddie nagymamája                                 | Jacki Weaver       | Szabados Zsuzsa    |
| Amanda, másik egyházi nővér                                                   | Adria Arjona       | N/A                |
| Jennifer, Deanna régi osztálytársa                                            | Debby Ryan         | N/A                |
| Dale, Uber sofőr                                                              | Ben Falcone        | Fesztbaum Béla     |
| Wayne Truzack, Deanna professzora és volt osztálytársa                        | Chris Parnell      | Schnell Ádám       |
| Önmaga                                                                        | Christina Aguilera | Pikali Gerda       |

## A film készítése
A partiállat elkészítését 2016 áprilisában jelentették be Melissa McCarthy főszereplésével, Ben Falcone rendezésében. Augusztus 2-án Jacki Weaver csatlakozott a projekthez, hogy Deanna édesanyját, Sandyt alakítsa. Augusztus 29-én Julie Bowen a szereplőgárda tagja lett, Deanna nemezisének, Marcie-nak a szerepét kapta meg. Debby Ryan augusztus 12-én csatlakozott a szereplőkhöz, ő Jennifert, a „gonosz lányt” játssza.
A forgatás 2016 augusztusában kezdődött az Atlanta-i metró területén. A filmben látható egyházi jeleneteket a The Twelve Oaks Bed and Breakfast-ben vették fel Covingtonban.

## Bemutató
A filmet 2018. május 11-én mutatták be. A film első hivatalos előzetesét 2018. február 5-én adták ki.

## Jelölések
| Díj                                | Kategória                                        | Átvevő                   | Eredmény |
| ---------------------------------- | ------------------------------------------------ | ------------------------ | -------- |
| Teen Choice Awards                 | Választott nyári film                            | Választott nyári film    | Jelölve  |
| Teen Choice Awards                 | Választott nyári filmszínésznő                   | Melissa McCarthy         | Jelölve  |
| People’s Choice Awards             | 2018-as filmvígjáték sztár                       | Melissa McCarthy         | Elnyerte |
| Alliance of Women Film Journalists | A színésznőnek nagy szüksége van egy új ügynökre | Melissa McCarthy         | Jelölve  |
| Arany Málna-díj                    | Legrosszabb színésznő                            | Melissa McCarthy         | Elnyerte |
| St. Louis Film Critics Association | Az év legrosszabb filmje                         | Az év legrosszabb filmje | Jelölve  |